# Adolf Leib
Gustav Adolf August Leib (* 12. Januar 1900 in Berlin-Friedrichshain; † 19. August 1967 in Berlin-Lichtenberg) war ein deutscher Krimineller und Vorsitzender des Ringvereins „Geselligkeits-Club Immertreu 1919 e. V.“ Sein Spitzname in der Unterwelt lautete Muskel-Adolf.

## Leben
Gustav Adolf August Leib wurde als ältestes von drei Kindern des aus Schlesien stammenden Stellmachers Heinrich Wilhelm Leib (* 12. März 1868 in Bogschütz/Oels; † 16. Oktober 1936 in Berlin-Friedrichshain) und dessen Ehefrau Wilhelmine, geb. Bordasch (* 21. Oktober 1873 in Rastenburg/Ostpreußen; † nach 1940), geboren. Die Eltern heirateten am 26. Mai 1897 in Hannover und verzogen kurze Zeit später nach Berlin-Friedrichshain. Die Ehe wurde am 23. Februar 1907 wieder geschieden. Adolf Leib hatte noch zwei jüngere Schwestern, von denen eine im Alter von einem Jahr starb. Er wurde am 16. April 1900 in der St.-Andreas-Kirche in Berlin-Friedrichshain getauft und am 26. März 1914 ebenda auch konfirmiert.
Über seine Jugend und seinen Weg in die Kriminalität ist wenig bekannt. Zum Zeitpunkt seiner Geburt wird die Familie als wohnhaft in der Langen Straße 90 aufgeführt. Im Konfirmationseintrag ist als Wohnort des Vaters die nur wenige Meter entfernte Krautstraße 17 benannt. Vermutlich verzog der Vater nach der Scheidung dorthin.
Er nahm am Ersten Weltkrieg teil und wird in den deutschen Verlustlisten als Angehöriger der 1. Eskadron des Dragonerregiments Nr. 2 am 4. Februar 1919 als „leicht verwundet“ aufgeführt.
Da aus dem Zeitraum bis 1934 keine Karteikarten zum Untersuchungsgefängnis Berlin-Moabit überliefert sind, ist sein krimineller Werdegang nicht mehr nachvollziehbar. Überregionale Bekanntheit erlangte Muskel-Adolf durch die „Schlacht am Schlesischen Bahnhof“ im Lokal Naubur.
Am Abend des 29. Dezember 1928 begann Muskel-Adolf mit seinen Leuten eine Massenschlägerei im Friedrichshainer Lokal Naubur, bei der es Tote und Schwerverletzte gab. Im „Immertreu-Prozess“ wurde er zu nur zehn Monaten auf Bewährung verurteilt, weil die Zeugen vor Gericht nicht aussagen wollten.
Nach dem Verbot der Ringvereine wurde Leib im Januar 1934 als Berufsverbrecher von der Gestapo verhaftet, jedoch wieder freigelassen. Am 17. Juni 1940 heiratete Adolf Leib in Berlin-Friedrichshain seine Lebensgefährtin Charlotte Kozlowski, wobei als Zivilberuf in der Heiratsurkunde „Kellner in einem Café“ und als Wohnadresse „Kleine Andreasstraße 20“ angegeben ist. Laut beiliegendem Meldeschein war er seit dem 1. April 1937 an dieser Adresse wohnhaft.
Im Landesarchiv Berlin sind Akten und Unterlagen zu Adolf Leib wie folgt erhalten:
- A Rep. 358-01: Strafverfahren gegen Bruno Steinke u. a. wegen einer blutigen Schlägerei der Ringvereine „Norden“ und „Spar- und Geselligkeitsvereins Immertreu 1921“ mit Mitgliedern der Hamburger Zimmermannszunft am 28./29. Dezember 1928 in der Kloster- und Breslauer Straße [immerhin 11 Bände] (1929)
- A Pr.Br.Rep. 030-03: Mord in Berlin-Rudow, aus dem Teltowkanal an der Wredebrücke geborgen, am 30. März 1933, Opfer: Taxifahrer Richard Husske (* 11.07.1901 in Berlin), Verdächtige: Mitglieder des „Lotterievereins Felsenfest 1924“, des „Gesellschaftsvereins Süd-Ost“ und des Sportclubs „Spar- und Geselligkeitsvereins Immertreu 1921“ (1933–1934)
- C Rep. 341: Ermittlungsakte wegen Glücksspiel gegen Denk, Johann (* 03.11.1899) u. a. (1946)

Bei der letztgenannten Akte aus dem Jahre 1946 ist als Wohnadresse die Türrschmidtstraße 8 angegeben.
Adolf Leib starb am 19. August 1967 in Berlin-Lichtenberg. Über den Verbleib der Ehefrau und ob er Kinder hinterlassen hat, ist nichts bekannt. Eine Wohnadresse ist im Sterbeeintrag ebenfalls nicht benannt.